# تعادل مایع–بخار
تعادل مایع–بخار (به انگلیسی: Vapor–liquid equilibrium) در علم ترمودینامیک به حالت گفته می‌شود که دو فاز مایع و بخار در تعادل باشند یعنی مقدار بخار میعان شده با مقدار مایع در حال جوش با هم برابر باشد. در این شرایط جرم بخار و مایع تقریباً ثابت باقی می‌ماند. تعادل مایع–بخار در بررسی فرایندهایی چون تبخیر و تقطیر کاربرد وسیعی دارد.